# Mednafen
Mednafen (My Emulator Doesn't Need A Frickin' Excellent Name), também conhecido como Nintencer, é um pacote baseado em OpenGL e SDL que agrupa vários emuladores, originais e de terceiros em um pacote único. É distribuído sob a GPL 2.0. Alguns núcleos de emulação do Mednafen foram portados para o RetroArch.

#### Plataformas compatíveis
O emulador é compatível com Linux, OpenBSD, Risc OS, Wii, PlayStation 3 e Microsoft Windows.

#### Sistemas suportados
| Sistema                      | Baseado em       |
| ---------------------------- | ---------------- |
| Apple II/Apple II Plus       | Original         |
| Atari Lynx                   | Handy            |
| Game Boy Color               | VisualBoyAdvance |
| Game Boy Advance             | VisualBoyAdvance |
| Game Gear                    | SMS Plus         |
| Master System                | SMS Plus         |
| Neo Geo Pocket Color         | NeoPop           |
| NES                          | FCE Ultra        |
| PC Engine SuperGrafx         | Desconhecido     |
| PC-FX                        | Original         |
| PlayStation                  | Original         |
| Sega Genesis                 | Genesis Plus     |
| Sega Saturn                  | Original         |
| SNES                         | Higan            |
| TurboGrafx-16/ TurboGrafx-CD | Original         |
| Virtual Boy                  | Original         |
| WonderSwan                   | Cygne            |